# Zamek Malahide
Zamek Malahide (irl. Caisleán Mhullach Íde) – zamek w Irlandii, położony w niedużym nadmorskim mieście Malahide leżącym na północ od Dublina.
W latach 1185–1973 zamek był siedzibą rodu Talbot. Budowla znajduje się na terenie stuhektarowego zabytkowego parku. Charakter zamku można określić jako dość ekscentryczny. Na szczególną uwagę oprócz ogrodów Talbotów zasługuje umieszczone w zamkowym westybulu sporych rozmiarów malowidło Jana Wycka przedstawiające związaną z Talbotami historyczną bitwę nad rzeką Boyne. W bitwie tej zginęło 14 krewnych rodu.